# Rosario Scalero
Rosario Scalero (Moncalieri, Turín, 24 de diciembre de 1870-Montestrutto, 25 de diciembre de 1954) fue un gran virtuoso del violín.

## Biografía
Inició sus estudios en Moncalieri, para luego ponerse en manos de Camilo Siviori en Génova. Más adelante estudió en Leipzig y seguidamente en Londres, donde fue alumno destacado de Wilhelmi. La docencia lo vio en Lyon, en Viena y en Roma, donde fue profesor de muchos que luego alcanzaron la celebridad. 
Desde 1919 se ubicó en los Estados Unidos, como pedagogo del arte y como compositor, manifestando las siguientes influencias en sus obras: germánica en su música de cámara, melodismo italiano en sus obras corales y, en sus sinfonías y conciertos, elementos bien propios de las nuevas tendencias con las cuales se inició el siglo XX y otras un poco posteriores, tales como el dodecafonismo. Son muy célebres su preludio para orquesta identificado con un drama pastoral, su suite en estilo antiguo op.15, un concierto para violín y otras piezas más que comienzan a ser editadas en nuestro tiempo.
- Datos: Q354187
- Multimedia: Rosario Scalero / Q354187